# Episodi di Men Into Space
La prima e unica stagione della serie televisiva Men Into Space è andata in onda negli Stati Uniti dal 30 settembre 1959 al 14 settembre 1960 sulla CBS.
| nº | Titolo originale               | Prima TV USA      |
| -- | ------------------------------ | ----------------- |
| 1  | Moon Probe                     | 30 settembre 1959 |
| 2  | Moon Landing                   | 7 ottobre 1959    |
| 3  | Building a Space Station       | 14 ottobre 1959   |
| 4  | Water Tank Rescue              | 28 ottobre 1959   |
| 5  | Lost Missile                   | 4 novembre 1959   |
| 6  | Moonquake                      | 11 novembre 1959  |
| 7  | Space Trap                     | 18 novembre 1959  |
| 8  | Asteroid                       | 25 novembre 1959  |
| 9  | Edge of Eternity               | 2 dicembre 1959   |
| 10 | Burnout                        | 9 dicembre 1959   |
| 11 | First Woman on the Moon        | 16 dicembre 1959  |
| 12 | Christmas on the Moon          | 23 dicembre 1959  |
| 13 | Quarantine                     | 30 dicembre 1959  |
| 14 | Tankers in Space               | 6 gennaio 1960    |
| 15 | Sea of Stars                   | 13 gennaio 1960   |
| 16 | A Handful of Hours             | 20 gennaio 1960   |
| 17 | Earthbound                     | 27 gennaio 1960   |
| 18 | Caves of the Moon              | 3 febbraio 1960   |
| 19 | Dateline: Moon                 | 10 febbraio 1960  |
| 20 | Moon Cloud                     | 17 febbraio 1960  |
| 21 | Contraband                     | 2 marzo 1960      |
| 22 | Dark of the Sun                | 9 marzo 1960      |
| 23 | Verdict in Orbit               | 16 marzo 1960     |
| 24 | Is There Another Civilization? | 23 marzo 1960     |
| 25 | Shadows on the Moon            | 30 marzo 1960     |
| 26 | Flash in the Sky               | 6 aprile 1960     |
| 27 | Lunar Secret                   | 13 aprile 1960    |
| 28 | Voice of Infinity              | 20 aprile 1960    |
| 29 | From Another World             | 27 aprile 1960    |
| 30 | Emergency Mission              | 4 maggio 1960     |
| 31 | Beyond the Stars               | 11 maggio 1960    |
| 32 | Mission to Mars                | 25 maggio 1960    |
| 33 | Moon Trap                      | 1º giugno 1960    |
| 34 | Flare Up                       | 17 agosto 1960    |
| 35 | Into the Sun                   | 24 agosto 1960    |
| 36 | The Sun Never Sets             | 31 agosto 1960    |
| 37 | Mystery Satellite              | 7 settembre 1960  |
| 38 | Flight to the Red Planet       | 14 settembre 1960 |

## Moon Probe
- Prima televisiva: 30 settembre 1959
- Diretto da: Walter Doniger
- Scritto da: Arthur Weiss

### Trama
- Guest star: Angie Dickinson (Mary McCauley), Paul Burke (maggiore Billy Williams), Paul Richards (Air Force Liaison Officer (Paul)), H. M. Wynant (maggiore Joe Hale), John Vivyan (controllore di terra), Robert Cornthwaite (reporter #2), Stacy Harris (reporter #3), James Anderson (reporter #1), William Phipps (TBD), Ed Kemmer (ufficiale Comunicazioni), Charles Maxwell (ufficiale tecnico), Susan Dorn (Oregon Mini-Track), Ashley Cowan (TBD), John Bleifer (Russia Mini-Track), Jacques Gallo (France Mini-Track), Robert Kino (Japan Mini-Track), Sam Capuano (TBD), Moody Blanchard (Florida Able-1 Mini-Track), Charles Herbert (Pete McCauley)

## Moon Landing
- Prima televisiva: 7 ottobre 1959
- Diretto da: Walter Doniger
- Scritto da: James Clavell

### Trama
- Guest star: Joe Maross (maggiore Patrick Donon), Paul Lambert (generale Roberts), Dean Harens (dottor Russ Russell), Karl Swenson (senatore Jim Sloane), Don Oreck (maggiore Mason Trett), Ernestine Barrier (Mrs. Russell), Jack Mann (maggiore Hall), Edward Paul (TBD), Andrew Glick (amico di Pete), Charles Herbert (Pete McCauley)

## Building a Space Station
- Prima televisiva: 14 ottobre 1959
- Diretto da: Otto Lang
- Scritto da: Meyer Dolinsky

### Trama
- Guest star: Don Dubbins (tenente Bill Smith), Christopher Dark (Capt Les Forsythe), Nancy Hadley (Paula Smith), Bartlett Robinson (generale Robert Hicks), Don Kennedy (capitano Dan Michaels), Jack Mann (maggiore Hall), Michael Galloway (impiegato #1), Walter Stocker (impiegato #2 / Chuck)

## Water Tank Rescue
- Prima televisiva: 28 ottobre 1959
- Diretto da: Otto Lang
- Scritto da: Ib Melchior

### Trama
- Guest star: Jon Shepodd (tenente Rick Gordon), Joan Taylor (Carol Gordon), Paul Langton (maggiore Warnecke), Gar Moore (Capt Hal Roberts), Stephen Talbot (Tommy Gordon), Richard Travis (Prof. George Grayson), Peter Walker (tenente Frank Werner), Barry Brooks (controllore di terra)

## Lost Missile
- Prima televisiva: 4 novembre 1959
- Diretto da: Walter Doniger
- Scritto da: Michael Plant

### Trama
- Guest star: Harry Townes (dottor William Thyssen), Marcia Henderson (Helen Thyssen), Ken Lynch (generale Thomas), Gavin MacLeod (dottor Dave Parsons), Jeremy Slate (capitano Parrish), Jim Stockton (tenente Hargraves)

## Moonquake
- Prima televisiva: 11 novembre 1959
- Diretto da: Lee Sholem
- Scritto da: William Templeton

### Trama
- Guest star: Arthur Franz (Capt Tom Farrow), Denver Pyle (dottor Peter Riber), Bek Nelson (Jane Farrow), Britt Lomond (Bruegel), Ross Elliott (dottor George Batton), Robert Karnes (Sy Robbins), Ann Doran (infermiera), Michael Keene (dottor Strauss), Leonard Graves (generale), Sumner Williams (Aiutante Generale)

## Space Trap
- Prima televisiva: 18 novembre 1959
- Diretto da: Charles Haas
- Scritto da: Marianne Mosner, Francis Rosenwald

### Trama
- Guest star: Peter Hansen (dottor Charles Cooper), Robert Gist (capitano Dan Freer), Russ Conway (generale Devon), Ron Foster (tenente Neil Templeton), Dallas Mitchell (tenente Pat Warren), Michael Chapin (tenente Rick Staab), Joe Haworth (controllore di terra)

## Asteroid
- Prima televisiva: 25 novembre 1959
- Diretto da: Lee Sholem
- Scritto da: Ted Sherdeman

### Trama
- Guest star: Bill Williams (dottor Stacy Croydon), Herbert Rudley (dottor Waring), Joyce Meadows (Lynn Croydon), Walter Reed (generale Barker), Richard Crane (maggiore Emery), Lionel Ames (capitano Draper), Richard Bull (operatore radio)

## Edge of Eternity
- Prima televisiva: 2 dicembre 1959
- Diretto da: Nathan Juran
- Scritto da: Kalman Phillips

### Trama
- Guest star: Joyce Taylor (Mary McCauley), Corey Allen (tenente Johnny Baker), Kem Dibbs (maggiore Harvey Sparkman), Mary Webster (Ellen Baker), Louis Jean Heydt (Summers), Sue Carlton (Patsy Sparkman), Clark Howat (maggiore Gordon Briggs), Hal Hamilton (Westlake)

## Burnout
- Prima televisiva: 9 dicembre 1959
- Diretto da: Alvin Ganzer
- Scritto da: David Duncan

### Trama
- Guest star: John Sutton (Vice Marshal Malcolm Terry), Lance Fuller (Capt Bob Stark), Robert Clarke (maggiore Gibbie Gibson), Donna Martell (Molly Gibson), Barbara Bestar (Nan), Ken Drake (Prof. Emerson), Tom McNamara (membro commissione)

## First Woman on the Moon
- Prima televisiva: 16 dicembre 1959
- Diretto da: Herman Hoffman
- Scritto da: James Clavell

### Trama
- Guest star: Nancy Gates (Renza Hale), H. M. Wynant (maggiore Joe Hale), Harry Jackson (maggiore Markey), Tyler McVey (maggiore Generale Norgath), Norman Leavitt (dottore), Denny Niles (tecnico lunare), Max Huber (tecnico lunare)

## Christmas on the Moon
- Prima televisiva: 23 dicembre 1959
- Diretto da: Richard Carlson
- Soggetto di: Lawrence L. Goldman

### Trama
- Guest star: Joyce Taylor (Mary McCauley), Keith Larsen (Jim Nichols), Whit Bissell (Oliver Farrar), Patricia Manning (Edith Nichols), Paul Langton (maggiore Warnecke), Del Russel (Johnny McCauley), Sean Bartlett (colonnello Stan Adams), Charles Herbert (Pete McCauley)

## Quarantine
- Prima televisiva: 30 dicembre 1959
- Diretto da: Walter Doniger
- Scritto da: Stuart J. Byrne

### Trama
- Guest star: Warren Stevens (dottor Randolph), Simon Oakland (dottor Horton), John Milford (dottor Hamilton), Guy Stockwell (tenente Murphy), Ray Teal (generale Sam Warren), Donald Freed (controllore di terra)

## Tankers in Space
- Prima televisiva: 6 gennaio 1960
- Diretto da: Alvin Ganzer
- Scritto da: Arthur Weiss

### Trama
- Guest star: James Drury (maggiore Nick Alborg), Murray Hamilton (tenente Col. Bill Alborg), Phillip Terry (colonnello Stoner), Robert Brubaker (generale Warren), Mary Newton (Mrs. Alborg), Helen Mowery (Dorothy Alborg), Jenifer Lea (Helen), Jack Emrek (capo operazioni)

## Sea of Stars
- Prima televisiva: 13 gennaio 1960
- Diretto da: Lee Sholem
- Soggetto di: Marianne Mosner, Francis Rosenwald

### Trama
- Guest star: Fred Beir (tenente Art Frey), Nan Peterson (Ann Hammond), Audrey Clark Caire (ragazza di Jerry), Jack Ging (tenente Jerry Rutledge), Tom Brown (maggiore Franklin), Angus Duncan (assistente di Franklin), Jim Cody (operatore radio)

## A Handful of Hours
- Prima televisiva: 20 gennaio 1960
- Diretto da: Alvin Ganzer
- Scritto da: Michael Plant

### Trama
- Guest star: Peter Baldwin (tenente Bob Kelly), Mark Dana (dottor Prescott), William Schallert (dottor David Orrin), Logan Field (colonnello Adams), Bill Lundmark (tenente Denny), Del Russel (Johnny McCauley), Scott Davey (Jerry Kelly), Wade Cagle (tenente Cagle), Robert Emmett O'Connor (sergente Sparkman)

## Earthbound
- Prima televisiva: 27 gennaio 1960
- Diretto da: Nathan Juran
- Soggetto di: Robert L. Hecker

### Trama
- Guest star: Joyce Taylor (Mary McCauley), Robert Reed (Russell Smith), Anne Benton (Julie Wills), Byron Morrow (Glen Stillwell), John Garrett (capitano Bill Williams), Don Edmonds (tenente Eden)

## Caves of the Moon
- Prima televisiva: 3 febbraio 1960
- Diretto da: Lee Sholem
- Scritto da: Meyer Dolinsky

### Trama
- Guest star: John Howard (dottor Rowland Kennedy), Paul Comi (maggiore John Arnold), Donald May (capitano Doug Bowers), Lillian Hamilton (Mrs. Bennett)

## Dateline: Moon
- Prima televisiva: 10 febbraio 1960

### Trama
- Guest star: Harry Lauter (Jimmy Manx), Ray Montgomery (Paul Carlson), Lisa Gaye (Joyce Lynn), King Calder (Morrison), Patrick Waltz (Henry Gorman), Rand Brooks (Ron Carlson), Dennis Moore (uomo della base lunare), Dana Enlow (Hal), Brad Forrest (uomo della base lunare)
- Diretto da: Alan Crosland, Jr.
- Soggetto di: Meyer Dolinsky

- Guest star:

## Moon Cloud
- Prima televisiva: 17 febbraio 1960
- Diretto da: Otto Lang
- Soggetto di: Sidney Kalcheim

### Trama
- Guest star: Robert Vaughn (Perry Holcomb), Douglas Dick (dottor Harold Carter), Allison Hayes (Mandy Holcomb), John Cliff (generale Tunney), William Masters (capitano Van Fleet)

## Contraband
- Prima televisiva: 2 marzo 1960
- Diretto da: Alvin Ganzer
- Soggetto di: Stuart J. Byrne

### Trama
- Guest star: James Coburn (dottor Narry), Robert Christopher (dottor Bromfield), Robert Osterloh (dottor Jack Rice), Don Ross (dottor Orr), John Close (colonnello Ferretti), Pat McCaffrie (maggiore Stubblefield)

## Dark of the Sun
- Prima televisiva: 9 marzo 1960
- Diretto da: Alvin Ganzer
- Scritto da: David Duncan

### Trama
- Guest star: Carol Ohmart (dottor Muriel Catherine Gallagher), Manning Ross (dottor Torrance Alexander), Bill Lechner (maggiore Paul Ellis), Dennis McCarthy (dottor Caleb Fiske), John McNamara (generale A.W. Withers), Robert Darin (sergente)

## Verdict in Orbit
- Prima televisiva: 16 marzo 1960
- Diretto da: Nathan Juran
- Soggetto di: Sidney Kalcheim

### Trama
- Guest star: Joyce Taylor (Mary McCauley), Peter Adams (dottor Arnold Rawdin), Tod Griffin (tenente Col. Vern Driscoll), Norman duPont (sergente Wilson), John McCann (sergente Wilson), Robert Dornan (operatore radio), Charles Herbert (Pete McCauley)

## Is There Another Civilization?
- Prima televisiva: 23 marzo 1960
- Diretto da: Nathan Juran
- Soggetto di: Jerome Bixby

### Trama
- Guest star: Joyce Taylor (Mary McCauley), Paul Carr (capitano Swanson), John Compton (maggiore Summers), Tyler McVey (maggiore Generale Norgath), John Bryant (maggiore John Bowers), Joe Flynn (Carey Stoddart), Mike Rayhill (maggiore Al Lewisham), David Bedell (maggiore Johnny Ferrell), Howard Vann (maggiore Dolan)

## Shadows on the Moon
- Prima televisiva: 30 marzo 1960
- Diretto da: Alvin Ganzer
- Scritto da: David Duncan

### Trama
- Guest star: Gerald Mohr (dottor Bernard Bush), Mort Mills (dottor George Coldwell), Harry Carey, Jr. (maggiore Jim Blythe)

## Flash in the Sky
- Prima televisiva: 6 aprile 1960
- Diretto da: Walter Doniger
- Scritto da: David Duncan

### Trama
- Guest star: Joyce Taylor (Mary McCauley), John Lupton (dottor Guthrie Durlock), Joan Marshall (Lorrie Sigmund), William Hudson (maggiore Hardwin), Mark Houston (tenente Walker), Robert Emmett O'Connor (sergente Sparkman)

## Lunar Secret
- Prima televisiva: 13 aprile 1960
- Diretto da: Franklin Adreon
- Scritto da: Michael Plant

### Trama
- Guest star: John Hudson (capitano Kyle Rennish), Sally Bliss (dottor Alice Roe), Kort Falkenberg (tenente Rudy Manton), Mimi Gibson (Jenny Rennish), Robert Courtleigh (capitano Jerry MacIntyre)

## Voice of Infinity
- Prima televisiva: 20 aprile 1960
- Diretto da: Alan Crosland, Jr.
- Scritto da: Ib Melchior

### Trama
- Guest star: Myron Healey (maggiore Steven Hawks), Charles Cooper (dottor Thomas Ward), Ralph Taeger (caporale Fred Jones), Charles Stewart, Rand Brooks, Barnaby Hale

## From Another World
- Prima televisiva: 27 aprile 1960
- Diretto da: Herman Hoffman
- Scritto da: Beirne Lay Jr.

### Trama
- Guest star: Joyce Taylor, Russ Conway (generale Devon), Edward Platt (dottor Luraski), Alan Dexter (generale Brereton), Rand Harper

## Emergency Mission
- Prima televisiva: 4 maggio 1960
- Diretto da: Alvin Ganzer
- Scritto da: Kalman Phillips

### Trama
- Guest star: Donald Woods (Col Jim Benson), Anne Neyland (Anne Benson), John Baer (maggiore Hodges)

## Beyond the Stars
- Prima televisiva: 11 maggio 1960
- Diretto da: Jack Herzberg
- Scritto da: David Duncan

### Trama
- Guest star: Gene Nelson (maggiore Charles Randolph), Sally Fraser (Donna Talbot), James Best (tenente John Leonard)

## Mission to Mars
- Prima televisiva: 25 maggio 1960
- Diretto da: William Conrad
- Scritto da: Lewis Jay

### Trama
- Guest star: Jeremy Slate (capitano Jim Nicholls), John Van Dreelen (colonnello Tolchek), Jack Hogan (maggiore Ingram), Don Eitner (maggiore Ralph Denvers), Tyler McVey (maggiore Gen. Norgath), David Janti, Peter Balakoff, Wil Huffman

## Moon Trap
- Prima televisiva: 1º giugno 1960
- Diretto da: Otto Lang
- Scritto da: Lewis Jay

### Trama
- Guest star: Robin Lory (Harriet), Dan Barton (maggiore Jackson)

## Flare Up
- Prima televisiva: 17 agosto 1960
- Diretto da: Herman Hoffman
- Soggetto di: Sidney Kalcheim

### Trama
- Guest star: Werner Klemperer (maggiore Kralenko), Eric Feldary (Colonnello Alexandrov), Preston Hanson (Capitano Rumbough)

## Into the Sun
- Prima televisiva: 24 agosto 1960
- Diretto da: Jack Herzberg
- Soggetto di: Fred Freiberger

### Trama
- Guest star: Nelson Leigh (generale Adams), Paul Picerni (Bob King)

## The Sun Never Sets
- Prima televisiva: 31 agosto 1960
- Diretto da: Alvin Ganzer
- Scritto da: Lewis Jay

### Trama
- Guest star: Mavis Neal Palmer (Lady Alice), David Frankham (Neil Bedford Jones), John Sutton (vicemarshall Terry)

## Mystery Satellite
- Prima televisiva: 7 settembre 1960
- Diretto da: William Conrad
- Scritto da: Lewis Jay

### Trama
- Guest star: Brett King (maggiore Tim O'Leary), Charles Maxwell (colonnello Frank Bartlett), Edward Mallory (capitano Don Miller), Mike Steele (maggiore Vic Enright), Harry Ellerbe (maggiore Gen. Albright), George Diestel (maggiore Bob Williams), Mel Marshall (sergente Tucker), John Archer

## Flight to the Red Planet
- Prima televisiva: 14 settembre 1960
- Diretto da: David Friedkin
- Scritto da: Lewis Jay

### Trama
- Guest star: Marshall Thompson (maggiore Devery), Michael Pate, Tom Middleton, Harry Ellerbe, John Zaremba